# Djauvik

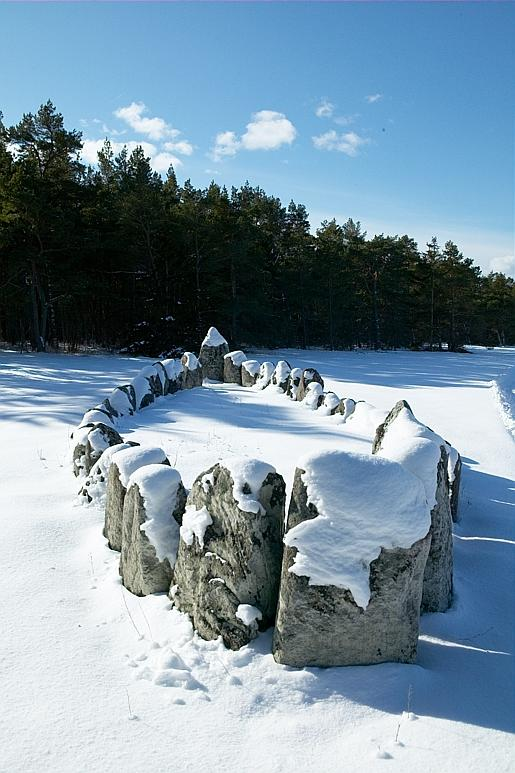
Skeppssättning.

Djauvik (eller Djupvik) är ett fiskeläge i Eksta socken på Gotland innanför Lilla Karlsö.
Platsen har varit brukad som hamn sedan länge, i närheten finns ett flertal gravar och längre upp från stranden fornåkrar, strax ovanför Djauvik ligger en skeppssättning. I sin nuvarande form är dock Djauviks fiskeläge från slutet av 1800-talet. Bönderna i Eksta flyttade då sitt fiske från det tidigare brukade Kronvalds fiskeläge längre söderut. I samband med första världskriget blomstrande strömmingsfisket här och Djauvik byggdes ut. Senare har hamnen försetts med två vågbrytare. Förutom strömming fångades främst torsk. Under slutet av 1900-talet upphörde fisket helt och Djupvik är numera ett fritidshusområde och många av fiskebodarna har förvandlats till sommarstugor.